# Dmitri Alexandrowitsch Kurljandski

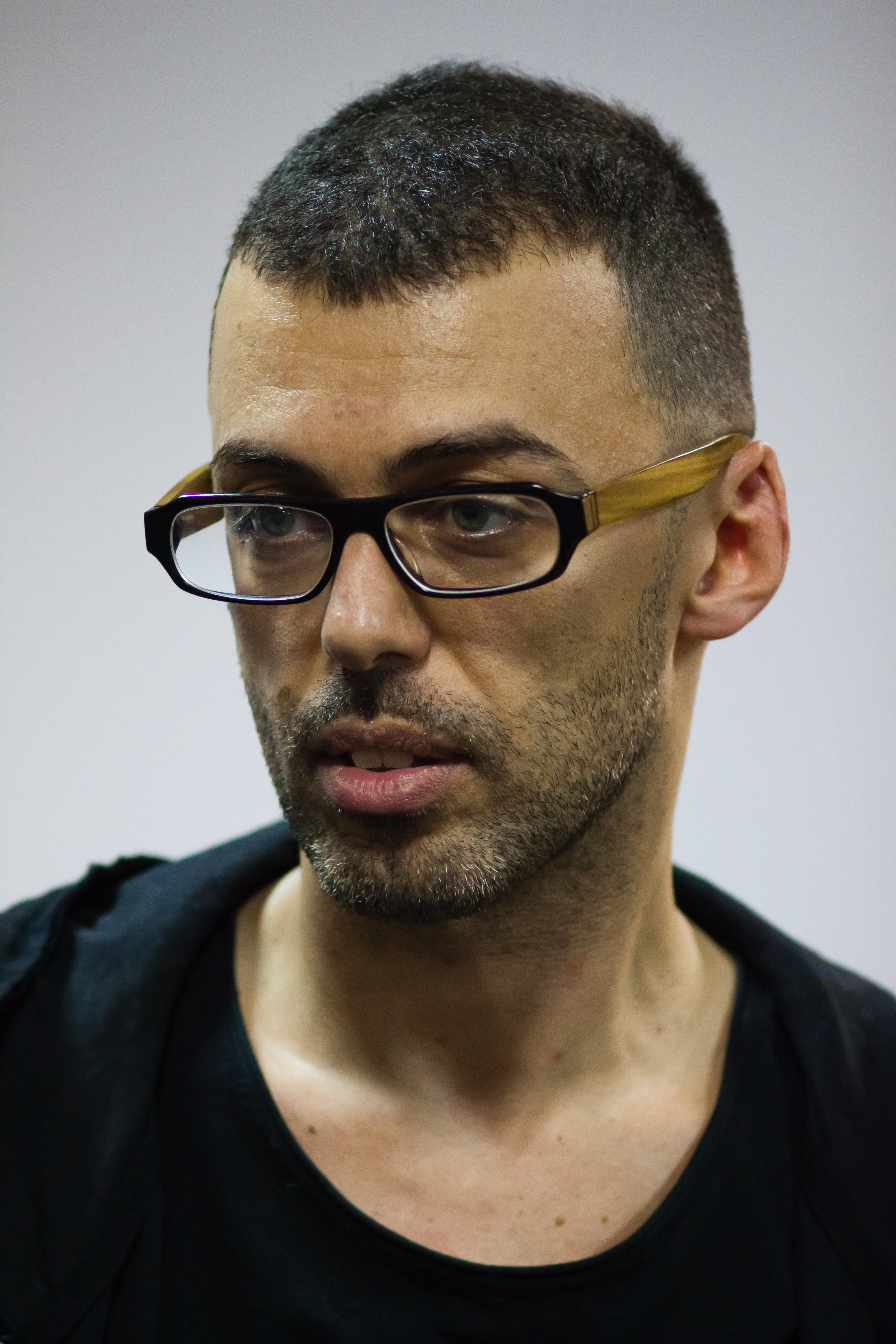
Dmitri Alexandrowitsch Kurljandski

Dmitri Alexandrowitsch Kurljandski (russisch Дмитрий Александрович Курляндский; * 9. Juni 1976 in Moskau, UdSSR) ist ein russischer Komponist. 

## Leben
Kurljandski studierte Komposition am Moskauer Konservatorium unter anderem bei Leonid Bobylew.
Er ist ein Komponist von Solo-, Ensemble- und Orchesterwerken. Er ist Mitglied der russischen Komponistenvereinigung, Gründer und Chefherausgeber der russischen Zeitschrift Tribuna Sowremennoi Musyki (Tribüne der zeitgenössischen Musik) sowie Mitbegründer der Komponistengruppe StRes. Seit 2004 bezeichnet Kurljandski seine Musik als „objektive Musik“, als „eine Musik ohne Aktion oder Entwicklung, die sich wie ein Mechanismus auf die Suche nach neuen Klängen begibt“.
Im Jahr 2014 wurde seine Oper Nosferatu im Theater in Perm uraufgeführt.
Im Jahr 2003 erhielt er den Kompositionspreis der Stiftung Gaudeamus. 

## Werke (Auswahl)
- Nosferatu. Oper. 2014

Filmmusik
- Olga Schulina: Obrechyonnye na woinu. 2009
- Tatjana Woronezkaja:  Naturschtschiza. 2007
- Andrei Bogatyrew: Judas. 2013